# Liste von Skulpturen, Reliefs und Medaillons an der Sempergalerie
Die Liste von Skulpturen, Reliefs und Medaillons an der Sempergalerie gibt einen Überblick über die gesamte Bauplastik (Skulpturen, Reliefs und Medaillons) an der Sempergalerie, einem Kulturdenkmal in der Inneren Altstadt der sächsischen Landeshauptstadt Dresden. Es wird vermutet, dass das ikonografische Bildprogramm der Sempergalerie auf Gottfried Semper selbst zurückgeht. Während es auf Zwingerseite christliche Motive zeigt (vorwiegend ausgeführt von Ernst Julius Hähnel), sind auf der Elbseite der Galerie vor allem antike Motive und Persönlichkeiten zu sehen (vorwiegend ausgeführt von Ernst Rietschel).
Die Beschreibung der künstlerischen Arbeiten folgt den Angaben von Magirius.
| Bild | Art                        | Beschreibung                                                                                   | Künstler                      | Lage                                                       |
| ---- | -------------------------- | ---------------------------------------------------------------------------------------------- | ----------------------------- | ---------------------------------------------------------- |
|      | Skulpturen und Relief      | Linke Gruppe mit Dante, Giotto und Holbein und dem Relief „Jakobs Traum von der Himmelsleiter“ | Ernst Rietschel, Ernst Hähnel | Zwingerseite, Mittelrisalit, im oberen Bereich             |
|      | Skulpturen und Gedenktafel | Holbein und Dürer                                                                              | Ernst Rietschel, Ernst Hähnel | Zwingerseite, Mittelrisalit, im oberen Bereich             |
|      | Skulpturen und Relief      | Rechte Gruppe mit Dürer, Cornelius und Goethe und dem Relief „Jakobs Ringen mit dem Engel“     | Ernst Rietschel, Ernst Hähnel | Zwingerseite, Mittelrisalit, im oberen Bereich             |
|      | Skulptur                   | „Raffael“                                                                                      | Ernst Hähnel                  | Zwingerseite, Mittelrisalit, im mittleren Bereich (links)  |
|      | Skulptur                   | „Michelangelo“                                                                                 | Ernst Hähnel                  | Zwingerseite, Mittelrisalit, im mittleren Bereich (rechts) |
|      | Medaillon und Kinderfries  | „Die Malerei“                                                                                  | Johannes Schilling            | Zwingerseite, Mittelrisalit, im mittleren Bereich (links)  |
|      | Medaillon und Kinderfries  | „Architektur und Plastik“                                                                      | Johannes Schilling            | Zwingerseite, Mittelrisalit, im mittleren Bereich (rechts) |
|      | Relief                     | Der Heilige Georg im Kampf mit dem Drachen                                                     |                               | Zwingerseite, Mittelrisalit, im unteren Bereich (links)    |
|      | Relief                     | Judith mit dem Kopf des Holofernes                                                             |                               | Zwingerseite, Mittelrisalit, im unteren Bereich (links)    |
|      | Relief                     | Siegfried im Kampf mit dem Drachen                                                             |                               | Zwingerseite, Mittelrisalit, im unteren Bereich (rechts)   |
|      | Relief                     | Samson im Kampf mit dem Löwen                                                                  | Ernst Rietschel, Ernst Hähnel | Zwingerseite, Mittelrisalit, im unteren Bereich (rechts)   |
|      | Zwickelfiguren             | Adam und Eva                                                                                   |                               | Zwinger-Fassade, rechte Seite, von links nach rechts       |
|      | Zwickelfiguren             | Noah und Abraham                                                                               |                               | Zwinger-Fassade, rechte Seite, von links nach rechts       |
|      | Zwickelfiguren             | Melchisedek und Jakob                                                                          |                               | Zwinger-Fassade, rechte Seite, von links nach rechts       |
|      | Zwickelfiguren             | Moses und Aaron                                                                                |                               | Zwinger-Fassade, rechte Seite, von links nach rechts       |
|      | Zwickelfiguren             | Joshua und Samuel                                                                              |                               | Zwinger-Fassade, rechte Seite, von links nach rechts       |
|      | Zwickelfiguren             | David und Salomon                                                                              |                               | Zwinger-Fassade, rechte Seite, von links nach rechts       |
|      | Zwickelfiguren             | Jesaias und Jeremias                                                                           |                               | Zwinger-Fassade, rechte Seite, von links nach rechts       |
|      | Zwickelfiguren             | Daniel und Ezechiel                                                                            |                               | Zwinger-Fassade, rechte Seite, von links nach rechts       |
|      | Zwickelfiguren             | Johannes der Täufer und Maria mit Christkind                                                   |                               | Zwinger-Fassade, linke Seite, von rechts nach links        |
|      | Zwickelfiguren             | Markus und Matthäus                                                                            |                               | Zwinger-Fassade, linke Seite, von rechts nach links        |
|      | Zwickelfiguren             | Johannes und Lukas                                                                             |                               | Zwinger-Fassade, linke Seite, von rechts nach links        |
|      | Zwickelfiguren             | Paulus und Petrus                                                                              |                               | Zwinger-Fassade, linke Seite, von rechts nach links        |
|      | Zwickelfiguren             | Laurentius und Stephanus                                                                       |                               | Zwinger-Fassade, linke Seite, von rechts nach links        |
|      | Zwickelfiguren             | Cäcilie und Katharina                                                                          |                               | Zwinger-Fassade, linke Seite, von rechts nach links        |
|      | Zwickelfiguren             | Karl der Große und Papst Gregor VII.                                                           |                               | Zwinger-Fassade, linke Seite, von rechts nach links        |
|      | Zwickelfiguren             | Gottfried von Bouillon und Kaiser Friedrich Barbarossa                                         |                               | Zwinger-Fassade, linke Seite, von rechts nach links        |
|      | Skulptur                   | Staatsmann Perikles (mit Helm und Gesetzesrolle)                                               | Ernst Rietschel               | Elbseite, Mittelrisalit, im oberen Bereich (links)         |
|      | Skulptur                   | Bildhauer Pheidias (mit Hammer und Meißel)                                                     | Ernst Rietschel               | Elbseite, Mittelrisalit, im oberen Bereich (links)         |
|      | Skulptur                   | Bildhauer Lysippos (mit Hammer und Meißel)                                                     | Ernst Hähnel                  | Elbseite, Mittelrisalit, im oberen Bereich (rechts)        |
|      | Skulptur                   | Alexander der Große (mit Schwert)                                                              | Ernst Hähnel                  | Elbseite, Mittelrisalit, im oberen Bereich (rechts)        |
|      | Medaillon und Kinderfries  | Medaillon Prometheus und Kinderfries „Wettstreit“                                              | Johannes Schilling            | Elbseite, Mittelrisalit, im mittleren Bereich (links)      |
|      | Medaillon und Kinderfries  | Pygmalion und „Wettstreit“                                                                     | Johannes Schilling            | Elbseite, Mittelrisalit, im mittleren Bereich (rechts)     |
|      | Relief                     | Herakles mit der Lernäischen Schlange                                                          |                               | Elbseite, Mittelrisalit, im unteren Bereich (links)        |
|      | Relief                     | Perseus im Kampf mit dem Seeungeheuer                                                          |                               | Elbseite, Mittelrisalit, im unteren Bereich (links)        |
|      | Relief                     | Jason mit dem Goldenen Vlies                                                                   |                               | Elbseite, Mittelrisalit, im unteren Bereich (rechts)       |
|      | Relief                     | Theseus besiegt den Minotauros                                                                 |                               | Elbseite, Mittelrisalit, im unteren Bereich (rechts)       |
|      | Medaillon                  | Italia                                                                                         |                               | Ost-Fassade, im oberen Bereich                             |
|      | Medaillon                  | Germania                                                                                       |                               | Ost-Fassade, im oberen Bereich                             |
|      | Medaillon                  | Apollon Musagetes (Führer der Musen)                                                           |                               | Nord-Fassade, linke Seite, von rechts nach links           |
|      | Medaillon                  | Kalliope (Dichtung)                                                                            |                               | Nord-Fassade, linke Seite, von rechts nach links           |
|      | Medaillon                  | Klio (Geschichte)                                                                              |                               | Nord-Fassade, linke Seite, von rechts nach links           |
|      | Medaillon                  | Melpomene (Tragödie)                                                                           |                               | Nord-Fassade, linke Seite, von rechts nach links           |
|      | Medaillon                  | Euterpe (Lyrik)                                                                                |                               | Nord-Fassade, linke Seite, von rechts nach links           |
|      | Medaillon                  | Polyhymnia (Gesang)                                                                            |                               | Nord-Fassade, rechte Seite, von links nach rechts          |
|      | Medaillon                  | Erato (Liebesdichtung)                                                                         |                               | Nord-Fassade, rechte Seite, von links nach rechts          |
|      | Medaillon                  | Thalia (Komödie)                                                                               |                               | Nord-Fassade, rechte Seite, von links nach rechts          |
|      | Medaillon                  | Urania (Astronomie)                                                                            |                               | Nord-Fassade, rechte Seite, von links nach rechts          |
|      | Medaillon                  | Terpsichore (Tanz)                                                                             |                               | Nord-Fassade, rechte Seite, von links nach rechts          |
|      | Medaillon                  | Athena                                                                                         |                               | West-Fassade, im oberen Bereich                            |
|      | Medaillon                  | Roma                                                                                           |                               | West-Fassade, im oberen Bereich                            |
|      | Zwickelfiguren             | Hesiod und Homer                                                                               |                               | Elbseite, Mittelrisalit, im oberen Bereich (Mitte)         |
|      | Zwickelfiguren             | Feuer und Luft                                                                                 |                               | Elbseite, Mittelrisalit, im unteren Bereich (links)        |
|      | Zwickelfiguren             | Orpheus und Amphion                                                                            |                               | Elbseite, Mittelrisalit, im unteren Bereich (Mitte)        |
|      | Zwickelfiguren             | Erde und Wasser                                                                                |                               | Elbseite, Mittelrisalit, im unteren Bereich (rechts)       |
|      | Zwickelfiguren             | Faust und Helena                                                                               |                               | Ost-Fassade                                                |
|      | Zwickelfiguren             | Hera und Zeus                                                                                  |                               | Nord-Fassade, linke Seite, von rechts nach links           |
|      | Zwickelfiguren             | Athene und Poseidon                                                                            |                               | Nord-Fassade, linke Seite, von rechts nach links           |
|      | Zwickelfiguren             | Artemis und Apollon                                                                            |                               | Nord-Fassade, linke Seite, von rechts nach links           |
|      | Zwickelfiguren             | Aphrodite und Ares                                                                             |                               | Nord-Fassade, linke Seite, von rechts nach links           |
|      | Zwickelfiguren             | Dionysos und Hephaistos                                                                        |                               | Nord-Fassade, linke Seite, von rechts nach links           |
|      | Zwickelfiguren             | Herakles und Perseus                                                                           |                               | Nord-Fassade, rechte Seite, von links nach rechts          |
|      | Zwickelfiguren             | Jason und Theseus                                                                              |                               | Nord-Fassade, rechte Seite, von links nach rechts          |
|      | Zwickelfiguren             | Pollux und Kastor                                                                              |                               | Nord-Fassade, rechte Seite, von links nach rechts          |
|      | Zwickelfiguren             | Achilles und Hektor                                                                            |                               | Nord-Fassade, rechte Seite, von links nach rechts          |
|      | Zwickelfiguren             | Agamemnon und Odysseus                                                                         |                               | Nord-Fassade, rechte Seite, von links nach rechts          |
|      | Zwickelfiguren             | Amor und Psyche                                                                                |                               | West-Fassade                                               |